# Louis de Guébriant
Pour les articles homonymes, voir Budes de Guébriant.
 (mai 2008).
Si vous disposez d'ouvrages ou d'articles de référence ou si vous connaissez des sites web de qualité traitant du thème abordé ici, merci de compléter l'article en donnant les références utiles à sa vérifiabilité et en les liant à la section « Notes et références ».
Louis de Guébriant, ou encore Louis Budes de Guébriant (5 septembre 1916 - 12 avril 2005,) est un journaliste français.

## Biographie
Il naît dans une famille de vieille noblesse bretonne fort attachée au catholicisme la famille Budes de Guébriant qui compte, entre autres, le fameux missionnaire Mgr de Guébriant. Il passe ses vacances dans sa jeunesse chez son grand-père à Saint-Pol-de-Léon (Nord-Finistère). Il fait ses études secondaires au collège Sainte-Croix de Neuilly-sur-Seine, obtient le baccalauréat en 1934 puis rejoint la faculté de droit de Paris. Il est marié en premières noces avec Anne de La Grange, fille d'Amaury de La Grange. Il est fait prisonnier de guerre en mai 1940 et emprisonné dans un Offlag (camp d'officiers) en Silésie. Revenu d'Allemagne au bout de cinq années, il part vivre près de Rabat au Maroc (sous protectorat français) où il fonde une exploitation agricole de maraîchage et d'agrumes. Il se remarie avec Geneviève de La Chaise, veuve d'un officier britannique de la Royal Air Force tombé en Birmanie en 1940.
Il arrive en Mayenne en 1954 avec sept enfants; il hérite du château de Craon de sa tante la marquise d’Andigné née Hélène de Langle, gère le domaine agricole de la propriété, préside le comice agricole du canton de Craon (1958-1978), s’occupe d’une union de coopératives agricole (UCAM) dont le centre est à Évron. Il hérite aussi de quelques actions du Courrier de la Mayenne et fonde la SMEPP (Société Mayennaise d’Édition, Presse, Publicité), dont il assure la présidence et le développement de 1956 à 1986, ayant décidé de se lancer dans l’aventure de la presse. Bien qu'il ignore tout de ce métier, il souhaite avant tout faire partager ses convictions profondes et mener des combats d’idées : aggiornamento de l'Église, crise des institutions de la IVe République, guerre d'Algérie, etc.
Fort de son expérience  en Afrique du Nord, il signe des éditoriaux « tranchés » qui ne sont pas toujours compris en Mayenne; la diffusion de l’hebdomadaire et la croissance de l'imprimerie connaissent alors quelques difficultés. Au fil des années, l’implantation du Courrier se renforce et ses pairs l'élisent des années durant président d'une agence de presse destinée aux hebdomadaires de province, l'Agence coopérative interrégionale de presse (ACIP), fondée en 1960 sous les auspices du Centre d'études politiques et civiques.
Les chroniques locales se développent et il traite des problèmes du monde et de toutes les grandes questions de politique française.  Ses choix restent fermes sur les problèmes de société (pour l’école privée, contre l’avortement) et il garde toute son indépendance vis-à-vis des hommes politiques nationaux ou locaux. Ses échanges « musclés », par journal interposé, avec l’ancien ministre Robert Buron sont restés célèbres.
Attaché à l’Église et au message évangélique, il soutient Solesmes et les nouvelles communautés religieuses (la Cotellerie à Bazougers, mouvement traditionaliste de la Fraternité Saint-Vincent-Ferrier à Chémeré-le-Roi) s’attirant parfois des critiques épiscopales.[réf. nécessaire] Très attaché à la doctrine sociale de l'Église, il diffuse régulièrement dans son journal des extraits des messages des papes.
Cavalier émérite de concours hippiques et président de la société des courses de Craon, il contribua largement à faire de son hippodrome le plus connu de l’Ouest de la France.
Il fut conseiller municipal de Craon de 1958 à 1982 mais décida de ne pas se représenter en 1982.